# Panhard PL 17
La Panhard PL 17 est un modèle d'automobile construit par la firme Panhard de 1959 à 1965.

## Historique

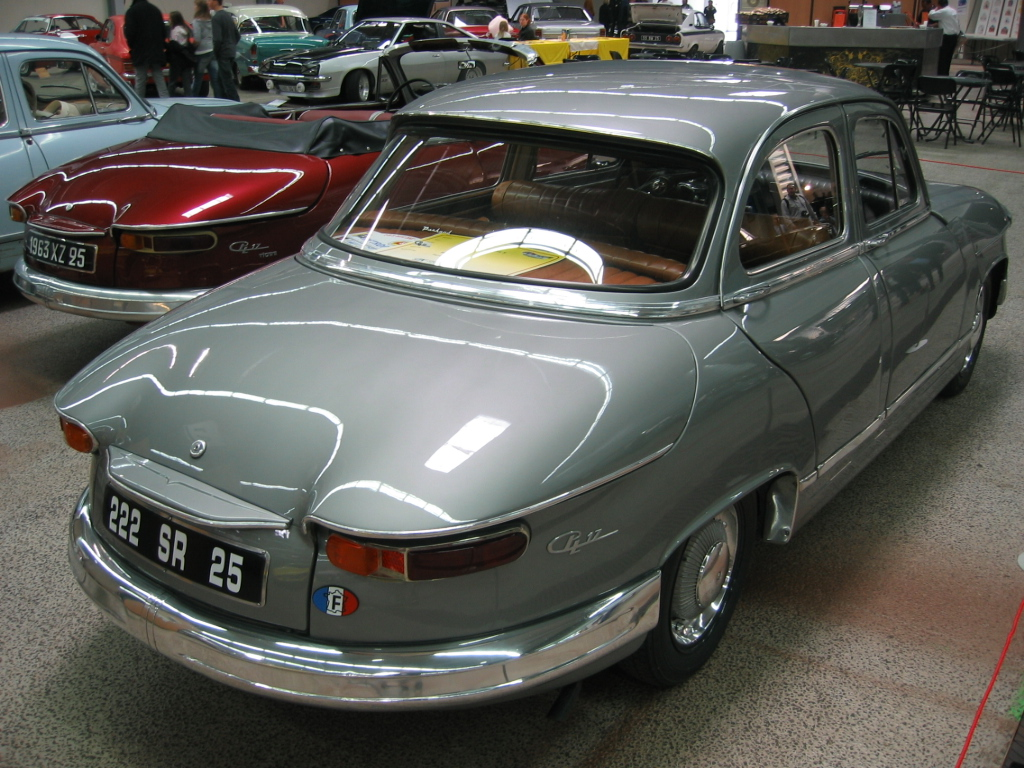
Arrière d'une Panhard PL17 1963.

La PL 17, qui est présentée en juin 1959, est une Dyna Z modernisée grâce aux parties avant et arrière redessinées avec un style anguleux moins rond, les formes arrondies des années 1950 étant passées de mode.
La gamme PL 17 est composée de versions reprises de la Dyna Z : Luxe, Grand Luxe (à partir des modèles 1961), Grand Standing, Tigre, cabriolet (modèles 1961), utilitaires F-65 650 kg (juin 1959) et F-50 500 kg Zone Bleue (octobre 1959).
La PL 17 est dotée d'un moteur à plat bicylindre à quatre temps refroidi par air par une turbine carénée, d'une cylindrée de 851 cm3. Il développe une puissance de 42 ch SAE pour la version standard et 50 ch SAE en version « Tigre ».
Le nom du modèle est dérivé de « PL » pour « Panhard et Levassor » (le nom complet d'origine de la société), le « 17 » provenant de la somme de 5 + 6 + 6, soit 5 CV (chevaux fiscaux), dans le Système de taxation français, plus 6 pour les six places de la voiture, plus 6 pour la consommation de la voiture de 6 L/100 km.
Le modèle de base pèse environ 805 kg et la Tigre 830 kg. Ce poids contenu combiné au soin apporté à l'aérodynamique de la carrosserie, avec un Cx de 0,26, permet des vitesses de pointe de 130 km/h pour les berlines standard et de 145 km/h pour la Tigre.
Les portières avant s'ouvrent dans le sens de la marche et la cylindrée du moteur est diminuée à 848 cm3 à partir des modèles 1961. L'année est marquée par la victoire de la PL 17 Tigre au Rallye Monte-Carlo.
Pour les modèles 1962, l'option « sièges Relmax » pour un confort maximum, qui outre des sièges séparés inclinables revêtus de velours, comprend aussi une montre et des gouttières de toit métallisées.
Pour 1963, les moteurs 42 ch et 50 ch « Tigre » passent à 50 ch (42 ch DIN) et 60 ch (50 ch DIN). La PL 17 reçoit de nombreuses modifications : cadrans du tableau de bord élargis, nouveaux feux, toit rallongé sur l'arrière, pare-chocs avec nervures et nouvelles roues à ailettes, roue de secours logée sous le capot avant (sauf Luxe). L'option « Relmax S » propose des sièges façon cuir et une peinture gris métallisé.
Un break PL 17 primitivement étudié par Panauto est lancé en mai 1963 avec un empattement de 2,80 mètres au lieu de 2,57 mètres sur la berline.
Pour 1964, les appellations changent : la PL 17 devient 17b ; la PL 17 Tigre, 17bt ; la PL 17 Grand Luxe, 17 Super Luxe et la PL 17 Grand Standing, la 17 Relmax tandis que la fabrication du cabriolet est arrêté. La planche de bord est de couleur noir mat avec une partie plate et les enjoliveurs de projecteurs ont une forme nouvelle.
Pour 1965, la « 17 Relmax » devient la « 17 Confort S » avec une banquette à l'avant (sauf pour les versions avec moteur « Tigre »).
En janvier 1965, la fabrication de la « Panhard 17 », qui est la dernière berline de la marque, est arrêtée.
À cause de difficultés financières, et le rachat de la marque par Citroën, le modèle 24 CT à quatre portes qui devait succéder à la PL 17 ne sera jamais lancé. Une variante conservant les deux portes du coupé 24 CT construit de 1963 à 1967 mais avec un empattement de 2,55 mètres au lieu de 2,30 mètres, appelée berline 24 BT sera ajoutée à la gamme de 1965 à 1967.
Les 24 CT et BT seront les derniers modèles de la marque.

Cabriolet Panhard PL 17.
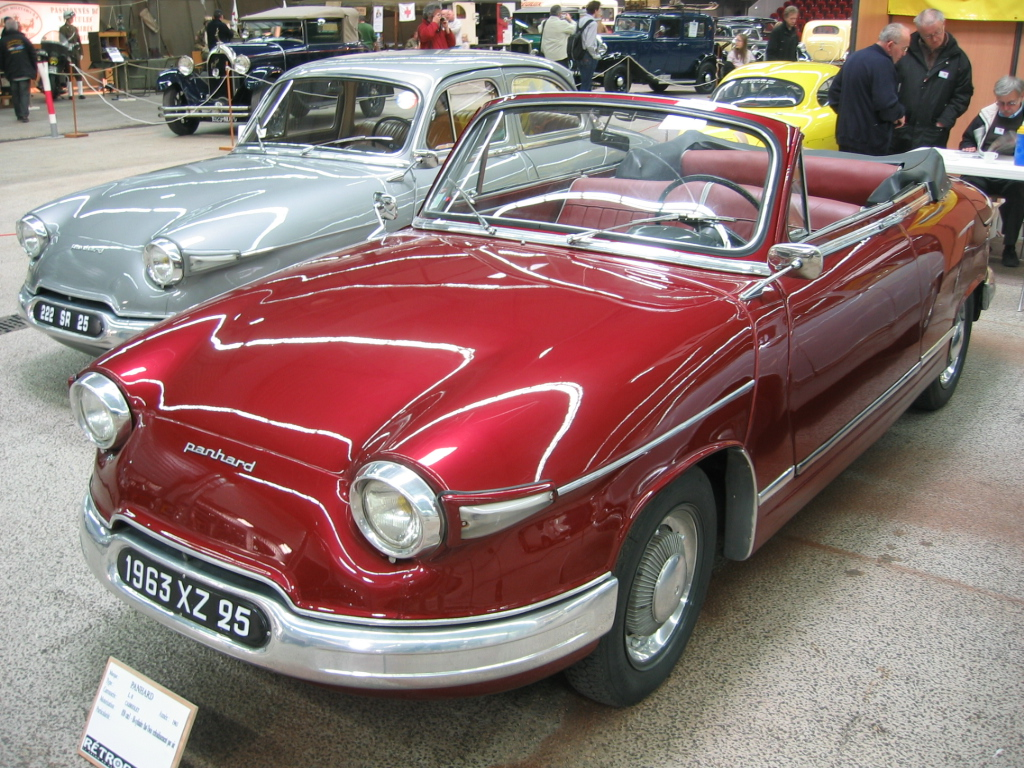
Vue de l'avant.
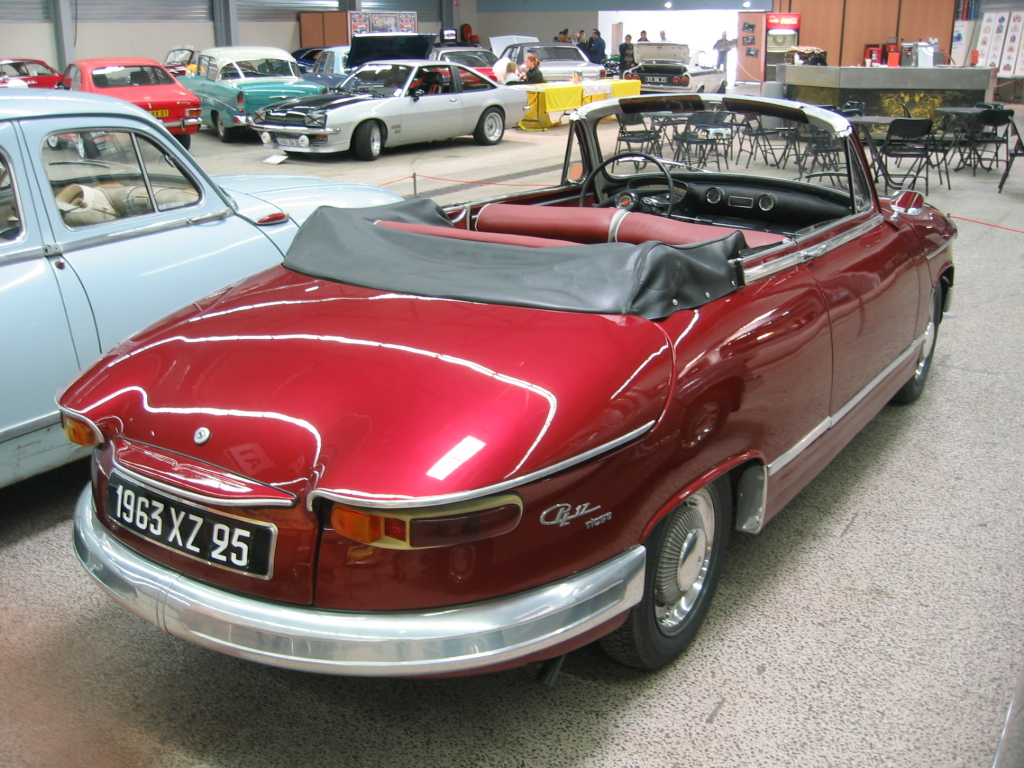
Vue de l’arrière.
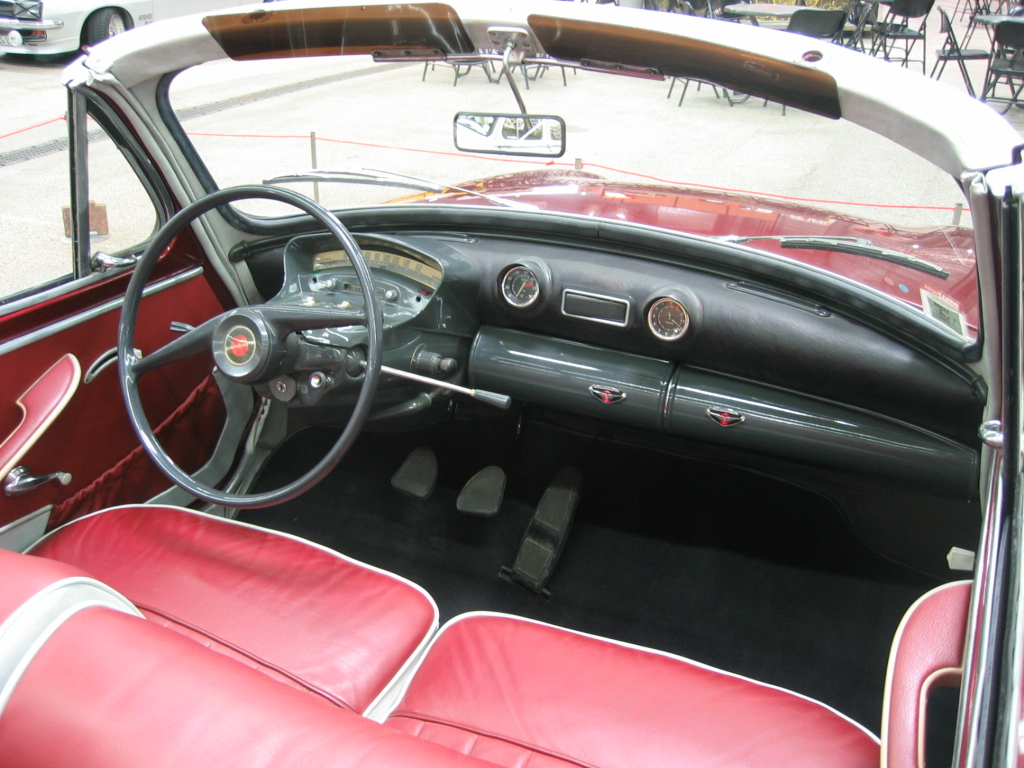
Vue de la planche de bord.

## Modèles
- Type L1 : modèles 1959 et 1960.
- Type L2 : première série de cabriolets sur base L1 réservés au marché américain.
- Type L4 : modèles 1961 et 1962.
- Type L5 : cabriolet sur base L4, environ 300 exemplaires.
- Types L6 et L7 : modèles 1963 à 1965.
- Type L8 : cabriolet
- Type L9 : break sur base L6 et L7.

## Export
- États-Unis : la finition Grand Standing porte le nom de Seine (en unicolore) et Vendôme (en bicolore). On peut d'ailleurs voir une Seine dans la série américaine The Flash (1990)[1].

## Dérivés
- Le cabriolet DB Le Mans
- Le coupé Panhard CD